# Бреј ет Мезон ди Боа
Бреј ет Мезон ди Боа (фр. Brey-et-Maison-du-Bois) насеље је и општина у источној Француској у региону Франш-Конте, у департману Ду која припада префектури Понтарлије.
По подацима из 2011. године у општини је живело 98 становника, а густина насељености је износила 15,86 становника/km². Општина се простире на површини од 6,18 km². Налази се на средњој надморској висини од 912 метара (максималној 1.055 m, а минималној 868 m).

## Демографија
| 1962. | 1968. | 1975. | 1982. | 1990. | 1999. | 2011. |
| ----- | ----- | ----- | ----- | ----- | ----- | ----- |
| 97    | 101   | 91    | 74    | 74    | 100   | 98    |

График промене броја становника у току последњих година